# Seiya de Pegaso
 Seiya  (星矢?) es el personaje principal del manga y anime Saint Seiya conocido como Los Caballeros del Zodiaco, creado por el mangaka Masami Kurumada. 
Tanto en el manga como en el anime, Seiya es el Santo de bronce de Pegaso, el más valeroso protector de la diosa Atenea y el que nunca se rinde sin importar la situación, acostumbrado a levantarse siempre que cae en una batalla. Es la reencarnación del caballero de Pegaso que en la época mitológica logró herir el cuerpo de Hades y también de Tenma, un caballero que luchó en la anterior Guerra Santa, de hecho el caballero de Pegaso siempre es el mismo en todas su reencarnaciones y en la serie de Lost Canvas es el aprendiz de Dohko de Libra. 
A medida que va pasando la serie se va haciendo más fuerte igualando a los Caballeros Dorados y los Dioses, capaz de elevar su poder hasta el infinito y ganar nuevas habilidades como recorrer 300.000 kilómetros por segundo, despertar el Arayashiki (octavo sentido) y posee una fuerza sobrehumana capaz de derrotar a cualquier enemigo. 
El personaje aparece actualmente en el manga Next Dimension (la continuación oficial) donde se encuentra sentado en silla de ruedas, en estado vegetativo producto de su enfrentamiento con Hades.

## Apariencia
Seiya tiene cabello de color marrón, ojos de color chocolate y un tono de piel morena. Presenta una apariencia de aspecto valiente y nunca se da por vencido para conseguir lo que desea siempre en nombre de la justicia y de la diosa Atenea. Está siempre dispuesto a luchar por Saori y por sus amigos...

## Personalidad
Es temperamental, terco, impulsivo, imprudente y necio algunas veces, pero su carácter siempre le empuja a seguir adelante. Cuando era más pequeño, Seiya muchas veces sintió temor de seguir con su entrenamiento impulsado por la idea de que su cabeza fuera una más en la colección de Cassios ante un posible enfrentamiento con él (que se daría luego cuando Seiya va a obtener su Cloth correspondiente) y también por la discriminación existente en el santuario con respecto a los japoneses. Hecho que le costó recibir una paliza de parte de su maestra Marin, pero que también le hizo ganarse la amistad de Aioria quien le dio animos de continuar con su entrenamiento independientemente de lo que opinaran de él ya que su maestra era japonesa al igual que Seiya.
Un hecho muy importante en la historia es que Seiya tiene una motivación personal para hacerse Santo: reencontrarse con su hermana mayor, Seika, de quien fuera separado en su infancia por su propio padre, Mitsumasa Kido. A quien en la historia, le pidió de favor que si volvía a Japón con la Cloth, le permitiera comenzar a buscar a su hermana. Objetivo que se vio renovado cuando tras seis años de entrenar, descubre que su hermana ha desaparecido una vez regresa a Japón.
En omega, digno de su nuevo rango como el Santo dorado de Sagitario, Seiya es más maduro, habiendo adquirido la suficiente experiencia de sus combates en el pasado. En algunas ocasiones, Seiya aparece en mente de Kōga para darle algunos consejos al joven Santo de Pegaso. Seiya cree en los Santos de Bronce, actuales, en especial a Kōga a quien crio junto a Saori como Santo de la luz. Seiya también quiere salvar a Kōga, cuando este se volvió el huésped de Apsu, aunque demuestra la tenacidad y determinación de luchar contra él, aunque tenga que matarlo. Seiya cree en la amistad y la esperanza, también demuestra preocupación por Yuna, Kōga, Sōma, Haruto, Ryūhō y confía en ellos, Seiya posee una gran lealtad hacia la diosa Atenea.
Seiya ha demostrado un poco de confusión al no poder matar a Palas, pero después de la determinación de Saori, por dar su vida, Koga está seguro en tenerlo que hacer. También parece haber heredado defenitivamente el espíritú de Aioros de Sagitario, y lo demostró lanzando el Atomic Thunderbolt. Últimamente se volvió notar el temperamente enfadado de Seiya, cuando Europa hablo mal de Athena.

## Biografía

### Infancia
Al quedar huérfano de madre junto a su hermana Seika, fueron recogidos en el orfanato de la Fundación Graude, propiedad de su verdadero padre, Mitsumasa Kido.
Luego fue seleccionado para formar parte del grupo de niños que la Fundación enviaría a distintos lugares de entrenamiento para obtener cada uno, una armadura de bronce y el rango de caballero. En el sorteo realizado para seleccionar su lugar de entrenamiento, a Seiya se le asignó el Santuario de Atenea en Grecia, cuna y origen de los caballeros, su disciplina y las armaduras. El día antes de que estos se marchen, Miho se esconde en un camión de la basura que iba a la mansión para poder hablar con Seiya antes de que se marche. Miho le pregunta a Seiya si realmente se va a marchar y Seiya le dice que si. Miho se enfada al ver la forma en que contesta Seiya y le dice que podría morir. Seiya le dice que no lo entiende y que solo ve peligro. Miho se enfada más y le dice a Seiya que haga lo que quiera. Al rato Seiya va en un coche y espera a Miho para despedirse pero esta no aparece y Seiya se va, mientras Miho le observa escondida.

### Entrenamiento

“Seiya, Santo de Bronce de la Constelación de Pegaso”.

Seiya realizó su entrenamiento en el Santuario de Atenea bajo la tutoría de Marin, Santo femenino de plata del Águila y que era de origen japonés al igual que Seiya.
Luego de seis años de entrenamiento, Seiya obtuvo el reconocimiento como caballero de bronce luego de derrotar a diez adversarios en el Coliseo del Santuario. El enfrentamiento final lo realizó contra Casios, discípulo de Shaina, caballero femenino de Ofiuco, a quien derrotó haciendo uso de su técnica principal "Pegasus Ryūsei Ken" (Meteoro de Pegaso). Al salir vencedor, el mismo Patriarca del Santuario le entrega la armadura de bronce Pegaso.
Con la armadura, Seiya intenta regresar a Japón huyendo del Santuario, sin embargo es interceptado por Shaina, Caballero femenino de plata, maestra y protectora de Cassios, a quien derrota luego de vestir por primera vez la armadura de Pegaso y partiendo en dos la máscara que protegía el rostro de Shaina. Seiya se despide de su maestra Marin y viaja rumbo a Japón. 

### El Torneo Galáctico
Seiya se presenta ante Saori, ofreciendo la armadura a cambio de ver a su hermana nuevamente. Saori habla con Seiya y le informa que participará en el Torneo Galáctico y su oponente será Geki de Osa Mayor a lo cual Seiya se niega. Seiya exige hablar con Mitsumasa Kido sobre su promesa, Saori informa a Seiya que murió hace 5 años y que Seika, la hermana de Seiya, había huido del orfanato de la Fundación Graude. Seiya es interrumpido por Jabú y empiezan a discutir. Saori los interrumpe y le dice a Seiya que si gana el Torneo Galáctico la Fundación Kido buscará a su hermana, la cual desapareció. Seiya la ignora y se va, pero Saori se queda con la armadura de Pegaso.
Cuando Seiya regresa de Grecia, va al orfanato donde se encuentra a Miho convertida en maestra y cuidadora de niños. Miho creía que nunca más volvería a verle. Seiya le pregunta por el paradero de su hermana Seika, pero Miho se pone a llorar por no poder ayudarle.
Miho le dice a Seiya que si participa en el Torneo Galáctico le será más fácil encontrarla, dado que el torneo se televisa a todo el mundo.
Seiya con tan solo 13 años participa en el Torneo Galáctico y en su primer combate enfrenta a Geki, el caballero de Osa Mayor. Geki aprovecha la fuerza física de sus brazos e inmoviliza a Seiya deteniéndolo por el cuello. Seiya, a punto de morir asfixiado por la técnica de Geki, logra recordar la enseñanza de Marin (derrotar al enemigo en el campo en el que domina más) y utilizando su cosmos logra derrotar a Geki separándole los brazos y aplicándole una lluvia de patadas siendo (Meteoro de Pegaso con los pies).
Al día siguiente Miho junto con Makoto, Akira y Tatsuya, 3 de los niños del orfanato, quedan con Seiya para ayudarle a hacer la mudanza. Miho le consigue a Seiya una casa en el puerto. Al día siguiente Seiya volvía a combatir en el Torneo Galáctico, esta vez contra Shiryū de Dragón, pero Miho prefiere no ver el combate y rezar por Seiya en una iglesia. Al principio es claramente dominado por su oponente debido a que este posee el escudo y el puño más fuerte entre todas las armaduras de bronce. Sin embargo Seiya con un ataque suicida, logra que el Dragón mismo rompa su escudo y su puño, con lo cual su armadura queda inservible. Debido a esto, continúan la lucha ambos sin armadura. Finalmente Seiya derrota a Shiryū aprovechando el punto débil del ataque del Dragón. El golpe de Seiya detiene los latidos del corazón de Shiryū. Casi al borde de la muerte, Seiya salva al Dragón, dándole un golpe en la espalda, con la misma fuerza que el golpe anterior, de esta manera logra hacer que el corazón de Shiryū vuelva a latir.
Miho va a visitar a Seiya al hospital de la Fundación Kido acompañada de Makoto, Akira y Tatsuya. Seiya se cae de la cama en la que estaba tras una broma de los niños y Miho le pregunta que hace. Seiya le dice que le duele mucho la cabeza. Makoto se pone a llorar pensando que a Seiya le pasa algo, pero Seiya le dice que no le ocurre nada y después Makoto le dice que no hablaba en serio y Miho se ríe. Entonces llegan Shiryu de Dragón y Shunrey, Miho acompaña a Shunrey que traía pasteles que les reparten a los niños. Shiryu le cuenta a Seiya que al final del combate presintió un cosmo terrible y se marchan al torneo donde encuentra el combate de Shun de Andrómeda y Jabu del Unicornio interrumpido, por la repentina aparición del caballero de Fénix. Las cadenas de Andrómeda se inquietan ante la presencia de este personaje que irradia puro odio, y finalmente escapan al control de Shun atacando al Fénix, justo en el momento en que Shiryū le revela a todos que Ikki, el hermano mayor de Shun, es el Santo del Fénix. Shun se alegra por la noticia, pero es atacado por su hermano, quien se quita la máscara que llevaba y se lanza en un poderoso ataque contra él. Ikki revela que ha planeado tomar venganza contra la Fundación Graude, por haberlo maltratado y enviado a la Isla de la Reina Muerte cuando era pequeño. Jabu de Unicornio, y luego Nachi el Santo de Lobo, tratan de detenerlo, pero ambos son derrotados. Los Santos Negros aparecen y roban la Armadura de Oro de Sagitario.
Cabe resaltar que las reglas del Santuario prohibían a los caballeros participar en combates motivados por ambiciones personales, por lo que a partir de este momento, Seiya y los demás caballeros de bronce son considerados traidores y perseguidos por los caballeros del Santuario.

### Los Caballeros Negros
En el enfrentamiento con los caballeros negros, liderados por Ikki, le tocó enfrentarse con su doble, el caballero negro de Pegaso, al cual derrota fácilmente, pero a la vez, es alcanzado por los Meteoros Negros de su rival, que lo llevan al borde la muerte y de la que es salvado por Shiryū, que golpea sus puntos vitales para así extraer la sangre infectada. En la batalla final con Ikki, la armadura de oro de Sagitario lo protege del violento ataque del Fénix, a la vez que el escudo del Dragón, la cadena de Andrómeda y el aire frío de Hyōga, lo ayudan a vencer finalmente a Ikki, después de eso Ikki le cuenta a seiya y a los demás sobre su pasado. 
Nota: Esta parte es exclusiva del anime.
Después que Seiya y los demás derrotaran a ikki, aparece Dócrates y sus subordinados enviados para recuperar la armadura Dorada. Pero Ikki se niega y le entrega el casco a Seiya. Ikki, en un último esfuerzo ataca a Dócrates, resultando ambos sepultados por el derrumbamiento de la montaña.
Dócrates quien ha sobrevivido al derrumbe ocasionado por el ataque de Ikki, ataca la Fundación y secuestra a Saori y exige a Seiya y los demás la entrega del casco dorado en el Coliseo donde se realizó el Torneo Galáctico. Finalmente Seiya va al coliseo junto con Shun y le entrega el casco a Dócrates a cambio de Saori, pero los secuaces de Dócrates retienen a Saori. Dócrates ataca a Seiya en busca de venganza de su hermano Casios, luego aparece Hyoga quien le había quitado el casco de oro a los secuaces de Dócrates y se enfrentan Dócrates para finalmente derrotarlo. 

### Los Santos de Plata
Del primer grupo de caballeros de plata enviados para asesinar a los caballeros de bronce, le tocó enfrentarse con Misty del Lagarto, quien usaba sus manos para generar un campo a su alrededor que le servía como defensa. Además luchó contra Moses de Ballena, a quien derrota luego que este le revelara (erróneamente) que Marin era su hermana. Luego Seiya es derrotado por Asterion de los Perros Cazadores, pero es ayudado por Marin.
Del segundo grupo de caballero de plata enviados, lucha contra Jamián del Cuervo, quien usa a sus cuervos para secuestrar a Saori. En su intento por rescatarla, Seiya queda mal herido, luego de arrojarse a un profundo abismo con Saori.
Más tarde se enfrenta con Dio de Mosca, Sirius de Can Mayor y Algethi de Hércules. Este trío de caballeros de plata hubiera acabado con él, de no ser por la súbita aparición de la armadura dorada de Sagitario quien protege a Seiya y derrota a los santos en una fracción de segundo. Luego de esto se enfrenta a Aioria de Leo, a quién con ayuda del cosmos latente de Aioros en la armadura de Sagitoria, logra derrotar antes que comience la pelea con las 12 Casas, pelea con Ptolemy de Flecha y logra derrotarlo. Pero ya era demasiado tarde ya que Saori Kido había sido alcanzada por la flecha dorada.
Nota: En el animé pelea con Aracné de Tarántula, lo vence cuando estaba buscando el agua milagrosa que curaría a Shiryū de su ceguera.

### La Batalla de las Doce Casas
Casa de Tauro: Seiya con 13 años se enfrenta a Aldebarán, caballero dorado de Tauro, quien en su primer ataque deja fuera de combate a los demás caballeros. Seiya es puesto en aprietos por la postura ofensiva-defensiva de Aldebarán. Sin embargo, Seiya lograr recordar las enseñanzas de Marin y con la ayuda de su Cometa Pegaso, lograr romper la postura de su rival. A partir de ese momento, ya es capaz de ver el ataque de su enemigo y con la ayuda de sus cosmos, es capaz de detener el Gran Cuerno y luego toma por sorpresa al caballero dorado y le corta el cuerno dorado de su casco.
Casa de Leo: se reencuentra con Aioria, caballero dorado de Leo, quien en lugar de dejarlo pasar se enfrenta a él. Seiya no reconoce al hombre que le había jurado fidelidad a la diosa Atenea y finalmente decide enfrentarse a él, pero Aioria resulta ser un enemigo muy difícil.
Cuando está a punto de perder la vida, Casios irrumpe en el templo de Leo y reta a Aioria, quien lo mata sin mayores problemas. Debido a esto, Aioria, finalmente es libre del poder del Satán Imperial del Patriarca que controlaba su mente, razón por la cual atacó a Seiya, y que solo desaparecería al matar a un enemigo.
Templo de Atenea: Seiya llega finalmente al cuarto del Patriarca al desaparecer el camino de rosas dejado por Afrodita, allí encuentra a un hombre que está arrepentido por todo lo sucedido y que además le explica como puede salvar a Atenea. Sin embargo, este hombre sufre un transformación y vuelve a ser el mismo ser malvado de antes. Se revela así mismo como el Caballero Dorado de Géminis (Saga) y ataca a Seiya dejándolo sin los cinco sentidos y al borde de la muerte. Solo la intervención de Ikki de Fénix, permite a Seiya a seguir adelante al templo de Atenea, donde usando el escudo dorado lograr salvar a Saori. Saga, furioso porque sus planes habían sido arruinados, promete acabar con la vida de Seiya. Atenea quien ahora esta a salvo atraviesa las doce casas y ayuda a recuperarse a los caballero de bronce caídos en batalla. De esta manera, Shiryū, Hyōga y Shun, llegan con Seiya y junto con él, unen sus cosmos y destruyen el cosmos maligno que dominaba la mente de Saga.
En el manga, la pelea final es un poco distinta. Seiya reúne el cosmos de todos los Santos de Bronce [incluyendo a Jabu, Ban, Geki, Ichi y Nachi] para golpear a Saga y así llegar hasta el escudo de Atenea. Una vez que Seiya tiene el escudo apunta hacia Atenea y la salva, pero en su intento de detenerlo Saga también es alcanzado y es allí donde su lado maligno desaparece.

### Saga de Asgard
Nota: Esta saga es exclusiva del anime.
Llegó a Asgard junto con Shun, Hyōga y Atenea y emprende junto con ellos la tarea de librar a Hilda del poder del Anillo Nibelungo.
Se enfrenta a Thor de Phecda, quien con su violento ataque, estuvo a punto de vencer a Seiya, quien tuvo que recordar el poder usado en la batalla de las doce casas, para vencer finalmente a Thor.
Luego se encuentra con Alberich de Megrez, quien lo encierra en la amatista, junto a Marin, quien también había sido derrotada. Finalmente es liberado cuando Shiryū derrota a Alberich.
En el palacio del Valhalla lucha contra Siegfried de Dubhe, quien con un ataque similar al de Shiryū, vence Seiya y a Ikki. Shiryū se enfrenta a él y le muestra a Seiya el punto débil del ataque de Siegfried. Seiya usa este conocimiento para derrotar al dios guerrero, quien luego de enterarse que Poseidón había manipulado a Hilda de Polaris, le entrega su zafiro de Odín. Finalmente, Seiya viste la Armadura Divina de Odín y destruye el Anillo Nibelungo.

### Saga de Poseidón
En esta saga, Seiya y Shun son los primeros en descender al mundo marino con la esperanza de rescatar a Saori Kido de las manos de Poseidón. Ahí se encuentran con la sirena Tetis y con el general marino Dragón de Mar; aunque ellos no saben realmente quien es. Luego ambos se dirigen a los pilares.
Pilar del Océano Pacífico Norte: el primer General Marino con el que se encuentra es Baian de Hipocampo, quien usa una técnica defensiva similar a la de Misty del Lagarto. Debido a esto Seiya no tiene mayores problemas para derrotarlo.
Pilar del Océano Antártico: se encuentra con Kasa de Limnades, pero este se presenta disfrazado de su maestra Marin para poder derrotarlo a traición. Luego que Ikki derrota a Kasa, Seiya se recupera y se dirige al templo de Poseidón.
Templo de Poseidón: Seiya se enfrenta a Julián Solo, quien usa el poder de Poseidón para devolver los ataques de Pegaso. Aun vistiendo la Armadura Dorada de Sagitario, Seiya no puede hacerle daño, pero una flecha dorada cargada con el cosmos de Seiya y sus compañeros, logra golpear el casco de Poseidón, con lo que avanzan al Soporte Principal. El golpe ocasiona que Poseidón despierte completamente en el cuerpo de Julián. Seiya usa su energía y la de Hyōga y Shiryū que visten respectivamente las armaduras doradas de Acuario y Libra, para penetrar en el Soporte Principal y rescatar a Atenea.

### Saga de Hades
En el Santuario: es el primero en enterarse de la invasión de los Caballeros Dorados revividos. Entabla combate con Máscara de Muerte de Cáncer pero Mū lo interrumpe con su ataque "Extinción Estelar", lo cual solo lo teletransporta. [Al coliseo en las Ovas y a Star Hill en el manga] En las Ovas vuelve a aparecer en la Casa de Cáncer y pelea con Giganto de Cíclope pero es apaleado, luego pelearía con Myu de Papillon pero Mū le pide que le deje esa pelea a él. Más tarde usaría su Meteoro Pegaso para, junto a Shiryū, Hyōga y Shun, elevar las Exclamaciones de Atenea fusionadas. Al igual que los demás caballeros de bronce llega al Templo de Atenea, cuando ella ya se había quitado la vida. Shion les explica el motivo de esta muerte y con la sangre de la diosa restaura las Armaduras de Bronce a sus Formas Finales. Luego, se dirigen al castillo de Hades por donde ingresa al mundo de los muertos.
En el Castillo de Hades: "En el manga": se enfrenta con Valentine de la Arpía, y al final se sujeta a él y ambos caen por el agujero que conduce al mundo de los muertos.
En el anime: se enfrenta a Radamanthys de Wyvern, quien derrota a los cuatro Santos de Bronce. En un ataque desesperado Seiya logra golpear a Radamanthys y ambos caen por el agujero que los lleva al Infierno.
En el Río Aqueronte, se enfrenta a Caronte de Aqueronte, debido a que este no quería llevarlos a él y a Shun al Infierno. Caronte finalmente accede a llevarlos al ver el medallón de Shun. Al llegar a la orilla, Seiya derrota a Caronte.
En la Primera Prisión, es confrontado por Lune de Balrog, quien lo juzga con su látigo por todo los pecados que había hecho al enfrentar y herir a tantas personas, pero Shun lo salva de que sea enviado al primer valle de la sexta prisión, aunque finalmente son salvados los dos por Kanon de Géminis. Tras eso Kanon le dice que en ningún momento se ha aliado a ellos y que sigan su camino.
En Giudecca: junto a Orfeo de la Lira y Shun hacen un plan para tratar de derrotar a Hades, pero son interrumpidos por Radamanthys después que Orfeo durmiera a dos de los tres jueces del Infierno. Orfeo es asesinado, mientras que el espíritu de Hades se apodera del cuerpo de Shun.
En el Cocitos: atrapado en el infierno helado luego de su pelea con Radamanthys se encuentra con Valentine otra vez. Seiya le confiesa que él tiene la Armadura de Atenea pero era un plan para librarse del Cocitos y Valentine lo libera para pelear y quitarle la armadura de Atenea, pero ahora el Pegaso obtiene la victoria.
En los Campos Eliseos: viste la Armadura Dorada de Sagitario, aunque por muy poco tiempo, porque es destruida por el Dios de la Muerte Tánatos junto a las otras cuatro armaduras doradas. Luego con la ayuda de la sangre de Atenea, revive su armadura, al escuchar la voz de su hermana Seika y la de sus amigos. Tanto es el entusiasmo y valentía del suceso que la mismísima Atenea lo incita a eleva su cosmos a niveles divinos, por lo que su armadura se convierte en Armadura Divina de Pegaso. Con el poder de esta armadura derrota al dios Tánatos.
Se enfrenta a Hades junto con Ikki de Fénix cuando este recupera su cuerpo original. Hades, reconoce el rostro de Seiya como el Caballero de Pegaso que lo hirió en la era mitológica, por ello decide matarlo. En su intento de proteger a Atenea, Seiya recibe el ataque de la espada de Hades y aparentemente muere en los brazos de Saori. Finalmente Atenea junto a Shiryu, Hyoga, Shun e Ikki combinan sus poderes y acaban derrotando a Hades.

### Next Dimension
Seiya consigue sobrevivir a su muerte del golpe de la espada de Hades quedando en estado vegetativo. Después de volver a la Tierra, queda al cuidado de Atenea en las cercanía del Santuario. Sin embargo, la espada que lo hirió seguía enterrada a él aunque espiritualmente. Atenea y Shun parten hacia el Olimpo y posteriormente hacia el pasado para así buscar una manera de salvar la vida de Seiya, a quién solo le quedan 72 horas de vida.
Más tarde, Calisto, una de las comandantes del ejército de Artemisa envía a uno de sus ángeles para acabar con la vida de Seiya quién había quedado en el Santuario de Atenea. 
El enviado se presenta como Touma del Ángel Dormido y cuando está a punto de acabar con un Seiya inmóvil siente que el Cosmo de Atenea lo protege gracias a la cadena de flores que Seiya sostenía en su muñeca. Marín de Águila llega a enfrentar al enemigo, reconociéndolo como una persona cercana a ella, en ese momento aparece Hyoga de Cisne obligándolo a huir. Finalmente Marín y Shaina quedan al cuidado de él con tres días de vida.

### Saint Seiya Ω
Nota: Esta saga es exclusiva del anime.
En esta nueva serie no-canónico, Seiya es el Santo de Oro de Sagitario. Es presentado como un héroe santo legendario luego de haber luchado contra varios dioses en el pasado. Cerca del año 2000, Seiya y los Santos de Bronce se enfrentan a Marte, el Dios Romano de la Guerra, quien había descendido junto a su ejército de Marcianos a atacar el planeta. Sin embargo, poco logran hacer ante el nivel de Seiya y sus compañeros; y en medio de la batalla, un gigantesco meteoro desciende desde los cielos interrumpiendo súbitamente la batalla. Aquel meteoro traía consigo una nueva fuerza elemental que cambió de forma a las Armaduras y las características del Cosmos, el cual ahora se basaba en elementos. Marte también se ve beneficiado ante aquel nuevo poder, portando ahora una protección llamada Galaxia. Al cabo de un tiempo, vuelve a aparecer en el Santuario para atacar a Atenea, quien defendía al bebé Kôga. Seiya llega vistiendo la nueva Clothstone de Sagitario, deteniendo al Dios. Sin embargo, Marte lo maldice con el elemento de la oscuridad, dejando a Seiya y también a Shiryu, Hyoga, Shun e Ikki, sin la capacidad de elevar sus cosmos y vestir sus Cloths. Sin embargo, el ataque de Seiya deja a Marte herido por más de 10 años. Seiya es el guardián del noveno templo, de los 12 nuevos templos del zodiaco, creados por Mars, pero en su templo solo se encuentra el mensaje de Aioros de Sagitario. Seiya según el mismo cuenta se sacrificó para evitar que Apsu, el Dios de la Oscuridad reviviera pero aun así había sido secuestrado y encadenado en el centro de Marte pero fueron gracias a las plegarias de los Jóvenes Santos que pudo romper las cadenas y a pesar de la maldición de oscuridad pudo hacerle frente al Dios de la Oscuridad, Apsu. Su cosmos-elemento es Luz. Su seiyū sigue siendo el mismo, Tōru Furuya.
En la segunda temporada, Seiya de Sagitario es enviado por orden de Atenea a asesinar a la Diosa Palas, empuñando la daga dorada (la daga que Saga de Géminis trato de usar contra Atenea cuando era una bebé) intentó pero al último instante se arrepiente de terminar de cumplir con su misión, Seiya se enfrentó al palasiano de primer nivel, Titán de la Gran Espada pero no pudo hacerle frente, Seiya regresa al Santuario informándole a Atenea de lo sucedido, aparece también en el mismo Santuario ya que Atenea convocó a todos sus Santos para informarles acerca de la nueva guerra contra Palas, su hermana menor, vuelve a aparecer pero en Palestra para proteger a los santos de ser exterminados por un sin número de ejércitos de soldados palasianos, derrotándolos a todos muy fácilmente.

## Técnicas especiales
- Pegasus Ryūsei Ken (ペガサス流星拳 Pegasus Ryū Sei Ken?, Meteoro de Pegaso): esta técnica fue aprendida de Marin, durante su entrenamiento en el Santuario de Grecia. Es el ataque básico de Seiya, de su puño salen cientos de golpes que en un principio van a la velocidad del sonido, pero la velocidad y cantidad de golpes aumentan dependiendo del Cosmo de Seiya. Siendo ya un Caballero Dorado de Sagitario en Omega, Sus meteoros son enviados a la velocidad de la luz y su tamaño y poder son mucho mayores.
- Pegasus Suisei Ken (ペガサス彗星拳 Pegasus Sui Sei Ken?, Cometa de Pegaso): donde reúne todo el poder de los meteoros en un solo golpe de gran potencia capaz de mandar a volar a cualquier Guerrero que se encuentre en su trayectoria. Generalmente es su forma de vencer a los villanos en las películas y los más poderosos de la serie. Concentrando su cosmo a un nivel semejante al de un Santo de Oro, este ataque es capaz de derribar a un Juez del Infierno.

Víctimas de esta técnica:
- Misty de Lagarto
- Shaina de Ophicus
- Bian de Caballo Marino
- Dios de la Muerte Thanatos
- Pegasus Rolling Crash (ペガサスローリングクラッシュ Pegasus Rōringu Kurasshu?, Choque Rodante de Pegaso): En este ataque, Seiya, se sitúa tras su enemigo tomándolo firmemente y elevándose ambos al cielo, para luego caer a la superficie fuertemente, si Seiya no suelta a su enemigo a tiempo el recibirá parte del impacto.

Víctimas de esta técnica:
- Misty de Lagarto
- Moses de Ballena (solo en el manga)
- Shaina de Ophicus
- Saga de Géminis
- Alberich de Megrez Delta
- Máscara de Muerte de Cáncer (solo en el manga)

## Armaduras

### La Armadura de Bronce de Pegaso
La armadura de Pegaso le fue entregada a Seiya por el mismo Patriarca (en ese momento era Saga con su lado bueno usurpando al verdadero patriarca Shion). Una vez obtenido el rango de Santo, Seiya se propone a regresar a Japón para entregar la armadura a Mitsumasa Kido y poder ver a su hermana nuevamente.
Esta armadura fue usada hace 243 años por Tenma, Santo de bronce de Pegaso quien luchó en la anterior guerra sagrada con Hades. En 2012, la armadura es usada por un joven de 13 años llamado Kôga, quien sabe la presión que ostenta al ser la armadura usada por un héroe legendario como Seiya.

### Evolución de la Armadura de Pegaso
La armadura de bronce de Pegaso resultó dañada varias veces en el transcurso de la serie, siendo Mū de Aries, el responsable de repararla. En el manga, la armadura cambia de forma cada vez que es reparada, y más que eso, la armadura adquiere una forma más elegante y sobre todo que protege en mayor medida el cuerpo.
En el manga, la armadura de Pegaso evoluciona en los siguientes momentos:
1. Cuando Shiryū regresa de Jamir después de que fueron reparadas por Mū.
2. Cuando Mū repara las armaduras en la casa de Aries, antes del enfrentamiento con los Santos Dorados, en la batalla de las doce casas.
3. Cuando los Santos de Oro voluntariamente reparan las armaduras con su sangre, antes de la Saga de Poseidón.
4. Cuando la armadura renace con la sangre de Atenea durante la Saga de Hades
5. Cuando la armadura es completamente revivida del polvo, cuando el cosmos de Seiya alcanza un nivel tal que es comparable con el de los Dioses del Olimpo, convirtiéndose en una Pegasus God Cloth (Armadura Divina de Pegaso).

En el anime, el diseño original de las armaduras permanece intacto hasta el inicio de la segunda temporada de la serie y varía:
1. Cuando los Santos Dorados se ofrecen a revivir las armaduras usando su sangre.
2. Shion de Aries, usando la sangre de Athena, repara las Armaduras de Bronce.
3. Cuando Seiya eleva su cosmos en los Campos Elíseos a un nivel comparable al de los Dioses del Olimpo, su armadura revive totalmente del polvo, evolucionando en la Armadura Divina de Pegaso.
4. En Saint Seiya Ω, con la caída de un meteorito marciano el ropaje de todas las armaduras cambian a piedras de armaduras o Cloth-stone y su nuevo portador es un joven llamado Kōga.
5. En Saint Seiya Ω segunda temporada, la armadura esta totalmente destruida pero es gracias al cosmos de Kōga pero principalmente a la sangre de Athena que la armadura evoluciona volviendo las Pandora's Box.

Cabe resaltar que cuando los Santos Dorados usan su sangre para revivir las Armaduras de Bronce, estas ganan un poco del cosmos de los santos de oro. Debido esto, la segunda versión de la Armadura de Pegaso (cuarta versión en el manga) puede cambiar de bronce a oro cuando Seiya aumenta su cosmos al máximo.
En la canónica película Tenkai-Hen Overture se presenta una evolución alternativa de la Armadura de Pegaso, así como se muestra una forma básica de esta en la serie Saint Seiya Ω. Sin embargo ambas armaduras no tienen cabida en la historia del manga original.

### La Armadura de Oro de Sagitario
Eventualmente, Seiya es lo suficientemente poderoso como para usar la armadura dorada de Sagitario, entregada por el caballero dorado Aioros a Mitsumasa Kido. La armadura de oro lo protege en cuatro ocasiones (cuando lucha contra Ikki, cuando se enfrenta con los tres santos de plata que vinieron con Aioria, en la lucha contra Poseidón y durante el enfrentamiento con Tánatos) y cuatro veces en las películas. La armadura de Sagitario fue enviada por el poder latente de Poseidón a los Campos Eliseos, para ayudar a Seiya en su enfrentamiento con Thánatos. Sin embargo, fue completamente destruida.
En la serie no-canónica Saint Seiya Ω se revelará que efectivamente, Seiya se quedó con la Armadura de Oro de Sagitario.
https://pin.it/3ZwcuBx

### Armadura Divina de Odín
Al final de la saga de Asgard Seiya viste la armadura divina del Dios Nórdico Odín para destruir el anillo de los Nibelungos de Hilda de Polaris.

### Armadura Divina o Celestial

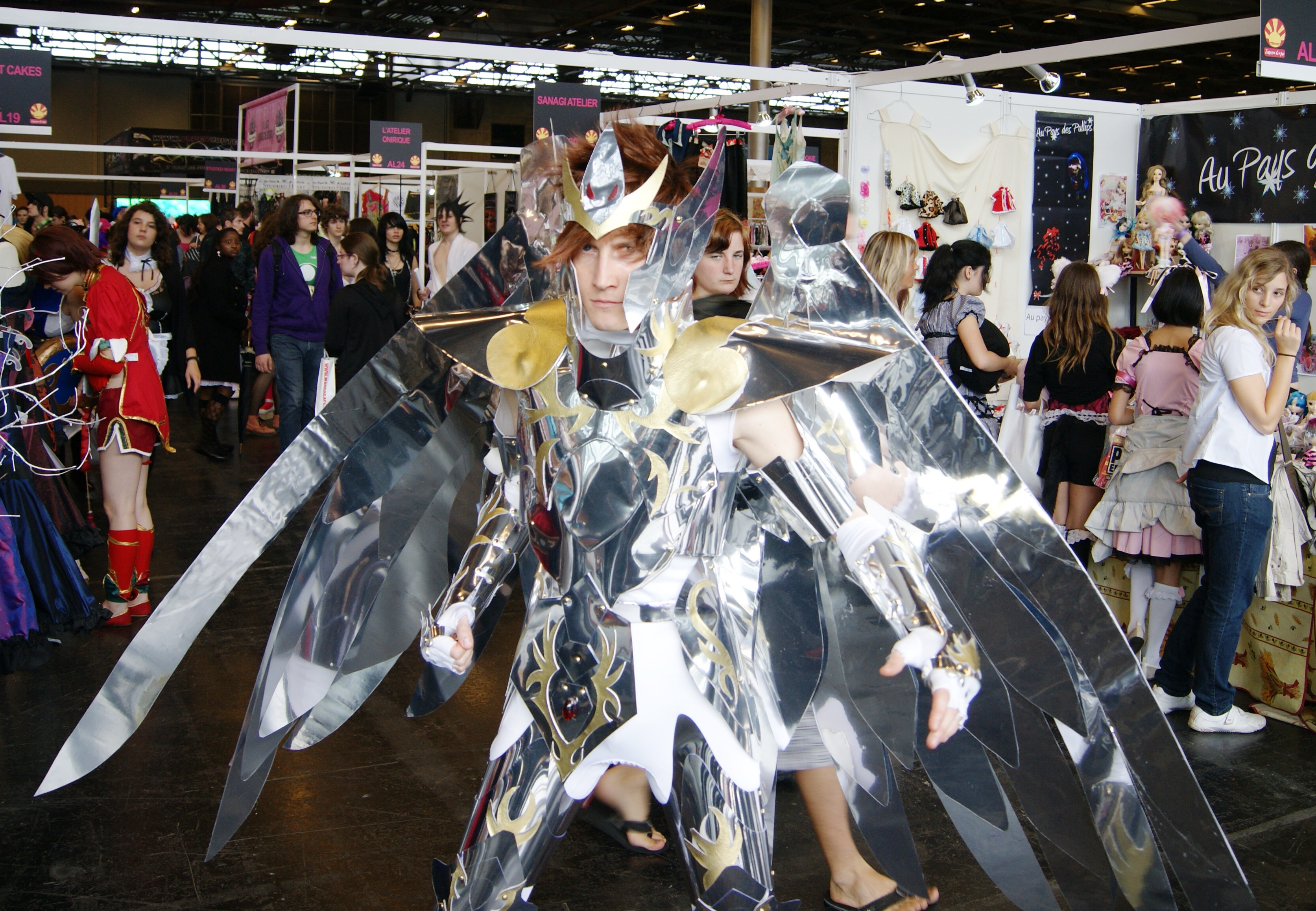
Cosplay de Seiya con la armadura divina en Japan Expo 2012.

Al final de la saga de Hades (Campos Elíseos) la viste para vencer al Dios de la muerte Thanatos y luego enfrentar a su rival desde la época mitológica Hades.

## Recepción
En Japón, Seiya es el menos popular de los principales personajes de Saint Seiya, durante una encuesta sobre los lectores de Shonen Jump en 1987 fue el último lugar entre los cinco Santos de Bronce. Sin embargo, en la encuesta de las técnicas, su Pegasasu Ryu Sei Ken ocupó el primer lugar. Por el contrario, en la encuesta de Toei Animation sobre cuál era el personaje más querido de Saint Seiya Ω ocupó el primer lugar, a pesar de que no es el protagonista del anime
Al igual que con otros protagonistas del anime y el manga personaje ha sido emitida artículos de merchandising, como Peluches y figuras de acción con diferentes armas (con los diversos modelos de Myth Cloth). 
El propio Masami Kurumada también tiene una tienda dedicada al personaje (el Club de Seiya), que abrió sus puertas en 1996.